# Lizette Negreiros
Lizette Toledo de Negreiros (Santos, 4 de dezembro de 1940 – São Paulo, 16 de novembro de 2022) foi uma atriz brasileira.

## Biografia
Nascida em Santos, se formou como atriz e começou no teatro amador na cidade de São Paulo. Ao longo da carreira participou de diversas produções, entre teleteatros, novelas e minisséries, em canais como a TV Tupi, Record e Bandeirantes. Suas atuações nos palcos e nas telas do TV e do cinema foram premiadas em diversas ocasiões. Trabalhou também como curadora, atividade que exercia ao fim de sua vida, desempenhando a função de curadora do Teatro Infantil e Jovem do Centro Cultural São Paulo. 
Era considerada uma referência no teatro, em especial o afro-brasileiro. Sua atuação na novela Como salvar meu casamento foi uma das analisadas no documentário "A Negação do Brasil", de Joel Zito Araújo, que retratou e refletiu sobre a presença negra na teledramaturgia brasileira.
Faleceu no dia 16 de novembro de 2022, aos 81 anos.

## Filmografia

### Trabalhos no Cinema
| Ano  | Título                  | Personagem        | Notas              |
| ---- | ----------------------- | ----------------- | ------------------ |
| 2023 | TPM! Meu Amor           | Senhora           | Lançamento póstumo |
| 2022 | Três Tristes Tigres     | Avó               |                    |
| 2010 | Bom Dia, Eternidade     | Médica            |                    |
| 2001 | Sonhos Tropicais        | Esposa de Ramiro  |                    |
| 1990 | André Louco             | —                 | Curta-metragem     |
| 1986 | Vera                    | —                 |                    |
| 1985 | A Hora da Estrela       | Maria             |                    |
| 1984 | O Baiano Fantasma       | Bêbada do Cortiço |                    |
| 1981 | Elas Não Usam Black-Tie | Silene            |                    |
| 1973 | Anjo Loiro              | —                 |                    |

### Trabalhos na Televisão
| Ano  | Título                    | Personagem    | Emissora          |
| ---- | ------------------------- | ------------- | ----------------- |
| 1976 | Canção para Isabel        | Justina       | Rede Tupi         |
| 1976 | Papai Coração             | Irmã Natércia | Rede Tupi         |
| 1979 | Como Salvar Meu Casamento | Zita          | Rede Tupi         |
| 1981 | Os Imigrantes             | Cacilda       | Rede Bandeirantes |
| 1983 | Moinhos de Vento          | —             | Rede Globo        |
| 1997 | Os Ossos do Barão         | Isadora       | SBT               |
| 1998 | Alma de Pedra             | Dinorá        | Rede Record       |
| 2009 | 9mm: São Paulo            | Judite        | Fox Brasil        |